# Koreasat 6
O Koreasat 6, também conhecido por Olleh 1,  é um satélite de comunicação geoestacionário sul-coreano construído pela Thales Alenia Space (prime) e pela Orbital Sciences Corporation (OSC) (bus). Ele está localizado na posição orbital de 116 graus de longitude leste e é operado pela KT Corporation. O satélite foi baseado na plataforma Star-2 Bus e sua expectativa de vida útil é de 15 anos.

## História
A Orbital Sciences Corporation anunciou em maio de 2008, que assinou um contrato com a Thales Alenia Space da França para fornecer a plataforma de satélite STAR Bus e realizar e realizar a fase final do satélite, da carga e sistema de integração e testes do satélite comunicações comerciais Koreasat 6 a ser construídos para KT Corporation da República da Coreia. Depois de ter alcançado com sucesso a órbita, o satélite foi renomeado para Olleh 1.
Em seu slot orbital final em 116 graus de longitude leste, o satélite Koreasat 6 levar 30 canais de banda Ku ativos que fornecem serviços de transmissão direta (DBS) e serviços fixo por satélite (FSS) para a população da Coreia.

## Lançamento
O satélite foi lançado com sucesso ao espaço no dia 29 de dezembro de 2010, às 21:27 UTC, por meio de um veiculo Ariane-5ECA, lançado a partir da Centro Espacial de Kourou, na Guiana Francesa, juntamente com o satélite Hispasat 1E. Ele tinha uma massa de lançamento de 2.622 kg.

## Capacidade e cobertura
O Koreasat 6 é equipado com 30 transponders em banda Ku ativos para fornecer serviços de radiodifusão e de telecomunicações sobre a Coreia.